# Pathologist
Pathologist (v překladu z angličtiny patolog) je česká kultovní grindcoreová kapela z Ostravy založená v roce 1989.
V roce 1992 vyšlo debutové studiové album s názvem Putrefactive And Cadaverous Odes About Necroticism, druhá dlouhohrající deska Grinding Opus Of Forensic Medical Problems vyšla o rok později. Třetí řadová deska byla pojmenována Extremely Censored!, avšak nikdy nevyšla. Mezi adepty na její nabubnování byli bubeníci Doc z polských Vader, Cichoň z Cerebral Turbulency, Ferenc z Disfigured Corpse či Rostič z Dobytčího moru.
Na tuzemské hudební scéně drží skupina hned tři primáty. Natočila úplně první noisecoreovou nahrávku (1990), vydala vůbec první goregrindové album (1992) a zrealizovala první profesionální home video v extrémním ranku (1995).
Přestože kapela odehrála poslední koncert před rokem 1997, oficiálně se nerozpadla. Stále vycházejí reedice jejích alb. Zpěvák Martin "Cyklo" Cvilink působí také jako redaktor v českém hudebním časopisu Spark.

## Diskografie

### Dema
- Sexual Cadaveric Mysophilia (1990)
- Medical Jurisprudence (1991)
- Forensic Medicine And Pathology (1992)

### Studiová alba
- Putrefactive And Cadaverous Odes About Necroticism (1992)
- Grinding Opus Of Forensic Medical Problems (1993)

### Kompilace
- Re-Regurgitation Over Fuckin' Pathological Splatter (2001)
- Anatomically! Autopsically! Decompositionally! Eschatologically! Thanatologically! Part I: Putrefactive Grind Versus Sexual Noise (2016)
- Anatomically! Autopsically! Decompositionally! Eschatologically! Thanatologically! Part II: Forensic Grind Versus Medical Noise (2017)
- Morbidious History Of Necromantical Sonic Terrorization (2023)

### Video
- Grinding Putrefactive Spectacular (1995) - na VHS kazetě